# Be X射線聯星
Be X射線聯星是一種高質量X射線聯星，由一顆中子星和一顆Be星組成。通常中子星會以一個廣闊的橢圓軌道環繞着Be星，而Be星的星風亦多會形成一個與中子星軌道交錯的平面。每當中子星與Be星的星風相遇時，大量氣體便依附在中子星上。氣體會下沉到中子星並產生一股強烈的X射線。

## LSI+61°303
LSI+61°303，亦即週期性伽瑪射線源CG135+01，有可能是這種聯星的例子。其每26.496天便會發出無線電波。可见光和紅外綫的波長變動週期亦為26.5天。其緻密天體的質量未被準確測出，但推定它因其巨大質量並非中子星而是黑洞。

## 英仙座X
英仙座X是由仙后座γ變星和脈衝星組成的聯星，其X射線週期較長和較穩定。但也觀測到一些X射線的閃焰，相信是由於吸積盤的變動，但未有發現其與光學變動的關聯。
至1996年達Be X射線聯星級別的20多個天體中惟LSI+61°303及英仙座X發出明顯較高光度及頻率的X射線（kT ≈ 10–20 keV，對比其他的kT ≤ 1 keV）。LSI+61°303亦發出強烈的無線電波，使其近似於其他短週期高質量X射線聯星。